# Michele Guadagno
Michele Guadagno (1878 - 1930) fue un pteridólogo, botánico, e ingeniero civil de origen italiano .

## Biografía
Fue mostrando en su adolescencia una particular predilección por la Historia natural, siguiendo estudios de ingeniería civil en el "Politécnico de Nápoles"; consiguiendo su licenciatura en 1905, y al año siguiente comienza a prestar servicio en la Oficina técnica municipal de Nápoles como ingeniera extraordinaria; mientras tanto su máxima actividad fue en el campo técnico edilicio ciudadano.
Testimonios de su empeño en su trabajo, existen aún hoy en la Ciudad de Nápoles muchas obras como su proyecto del túnel urbano bajo el Monte Echia, y la publicación de geología estructural y aplicada sobre los volcanes de Nápoles. Era notable su conocimiento geológico, que lograba trasmitir enseñando Geología Aplicada a la construcción en la "Reale Scuola d'Ingegneria di Napoli"; y participó en la dirección del gabinete de Geología. No obstante su fatigoso trabajo de ingeniería, Guadagno, en su tiempo libre, explora casi toda la región de la Italia meridional, manteniéndose en constante relación de intercambio con los más ilustres botánicos de Europa. Estudió con particular atención la vegetación de la Península Sorrentina, de la isla de Capri y del Monte Nuovo; ese lugar atrajo su atención por la múltiple variedad paisajística en correspondencia con iguales variedades de vegetación. De su amor por los estudios naturalistas, Guadagno los hizo hasta su muerte, venida prematuramente por una fulminante dolencia hepática, dejando una biblioteca botánica, un herbario de treinta mil especímenes hoy conservados en el Departamento de Cienzias Biológicas de la Universidad de Pisa; numerosas publicaciones y un meticuloso diario, donde anotaba las observaciones hechas en más de doscientas excursiones a la Península Sorrentina y a los distritos estabianos, actualmente conservados en el Herbario Histórico de la sección de Biología Vegetal del Departamento de Ciencias Biológicas de Nápoles.

### Publicaciones de botánica
- Una escursione a Monte sacro di Novi in Lucania. Boll. R. Orto Botanico della R. Università di Napoli, vol. 2, 1908, pp. 235 – 250
- Note d’Erbario. Boll. R. Orto Botanico della R. Università di Napoli, vol. 2, 1908, pp. 461 – 465
- L’Epipogium aphyllum (Schum.) Sw. nell’Italia Meridionale. Boll. R. Orto Botanico della R. Università di Napoli, T. II, 1910, pp. 521 - 523
- Prime notizie sulla vegetazione delle Isole Sirenuse. Boll. R. Orto Botanico della R. Università di Napoli, vol. III, 1911, pp. 75 – 91, con 4 fig.
- A proposito di due specie di felci da escludere dalla flora napoletana. Boll. Soc. Bot. Ital., Firenze, 1912 pp. 94 - 98
- Sulla nomenclatura di alcune Rubie della flora europea. Boll. Soc. Bot. Ital., Firenze, 1914 pp. 28 - 33
- A proposito di Thymus striatus Vahl. Boll. R. Orto Botanico della R. Università di Napoli, vol. IV, 1914, pp. 223 – 229
- La vegetazione della Penisola Sorrentina. Parte I, II, III. Boll. R. Orto Botanico della R. Università di Napoli, vol. V, 1918, pp. 133 – 178
- La Carex grioletti Roem. Nella Penisola Sorrentina. Boll. R. Orto Botanico della R. Università di Napoli, vol. V, 1918, pp. 285 – 288
- La vegetazione della Penisola Sorrentina. Parte IV. (Elenco sistematico delle specie e varietà). Boll. R. Orto Botanico della R. Università di Napoli, vol. VII, 1924, pp. 67 – 128
- Note ed aggiunte alla flora dell’Isola di Capri. Nuovo Giorn. Bot. It., vol. XXIX, Firenze , 1922 (1923), pp. 44 – 66
- La <<Macchia>> nel paesaggio di Capri e la sua protezione. Comunicazione fatta al Convegno del Paesaggio di Capri 1922. G. Casella ed., Napoli, 1923
- La vegetazione del Monte Nuovo e le sue origini. Boll. della Soc. dei Naturalisti di Napoli, vol. XXXV (1923), pp. 238 – 306, con 4 fig. y una Carta
- Rapporti tra poggia e vegetazione della Costiera amalfitana. Boll. della Soc. dei Naturalisti di Napoli, a. XXXIX, 1925
- La vegetazione della Penisola Sorrentina. (IV parte) [ puntata 2a]. Boll. R. Orto Botanico della R. Università di Napoli, vol. VIII, 1926, pp. 239 – 268

### Publicaciones de Geología e Ingeniería
- Le perturbazioni statistiche dei manufatti che attraversano la collina di Posillipo e la loro causa. 1923. Atti del R. Istituto di Incoragg. vol. LXXV, Napoli
- Sui bradisismi nella collina di Posillipo. 1923. Boll. Soc. Natural., proc. verb., vol. XXXV, Napoli
- Osservazioni sulle gallerie cavate nel tufo giallo trachitico e sulle ipotesi di carico per la verifica dei rivestimenti. 1924. Atti del R. Istituto d’Incoragg., vol. LXXVI, Napoli
- Notizie sul pozzo artesiano recentemente trivellato nella piazza S. Maria la Fede , in Napoli. 1924. Boll. Soc. Natural. vol. XXXVI, Napoli
- Vivara. 1924. Bull. Club escursionisti napolitani, Napoli
- Il tufo trachitico ossidianico di Santo Stefano al Vomero (Napoli). 1925. Boll. Soc. Natural., vol. XXXVII, Napoli
- La galleria della direttissima. 1926. Atti del R. Istit. d’Incoragg., vol. LXXVIII, Napoli
- Il pozzo artesiano della centrale elettrica del volturno. 1926. Boll. Soc. Natural., vol. XXXVIII, Napoli
- Monte Echia. Geologia ed antiche escavazioni. 1928. Atti del R. Istit. d’Incoragg., vol. LXXX, Napoli
- Il tufo giallo trachitico nel sottosuolo della città di Napoli. 1928. Ibíd.
- Materiali naturali da costruzione. Saggio di bibliografia regionale dell’Italia. 1930. Atti del R. Istit. d’Incoragg., Napoli

- La abreviatura «Guadagno» se emplea para indicar a Michele Guadagno como autoridad en la descripción y clasificación científica de los vegetales.[1]

## Textos consultados
1. D’erasmo G. 1932. Michele Guadagno. Boll. Soc. Nat-Napoli, 43: 425-434
2. Fontanella F. 2008. Michele Guadagno, 130° anniversario dalla nascita di un grande naturalista napoletano. Il Gazzettino Vesuviano. Anno XXXVIII - n. 33, p. 3
3. Trotter A. 1930. Michele Guadagno. Notizie Bibliografiche. Nuovo Giorn. Bot. Ital., n.s., 38 (4): 804-807